# Бритая
Бритая (Дубровка) — гора-останец в Пятигорске (в Пятигорье, на Кавказских Минеральных Водах). Высота 690 м. Памятник природы.
Расположена в 1,5 км к югу от реки Подкумок, у южной окраины посёлка Свободы. Площадь памятника природы — 308 га (172 га).

## Геологическое строение
Гора представляет собой обособленный денудационно-эрозионный останец с абсолютной высотой 690 м, возвышающийся над поверхностью высокой раннечетвертичной (горячеводской) террасы. Северный, западный и восточный склоны горы, спускающиеся к долине р. Подкумок и глубоким балкам, сложены мергелями и глинами среднего и верхнего палеогена. В них встречаются остатки панцирей редких ископаемых ракообразных — остракод. У вершины горы и на южном склоне эти отложения перекрыты толщей нижнечетвертичных галечников, содержащих важную геологическую информацию о палеогеографической обстановке в предгорьях Кавказа 2 миллиона лет тому назад.

## Природа
Северо-восточная половина горы покрыта реликтовым дубово-ясеневым лесом (лес Дубровка), занимающим площадь 138,7 га. В нём преобладают черешчатый дуб, обыкновенный ясень и кавказский граб с примесью клёна, береста, ильма, диких груши, яблони и черешни. Разнотравье состоит из полыней, зверобоя, тысячелистника, дубровника, лебеды и др. Из редких и исчезающих видов растений встречаются прицветниковый мак (бештаугорский), дугообразный птицемлечник, красный пыльцеголовник, кавказский подснежник, сибирская пролеска, пролесковидная пушкиния, точечный и шлёмоносный ятрышники, дубравная ветреница, весенний горицвет, низкий касатик, майский ландыш, медвежий лук (черемша), узколистный пион, кавказская хохлатка, хохлатка Маршалла, ненастоящий шафран, сетчатый шафран.
На вершине и безлесных (незалесенных) склонах сохраняются фрагменты целинной луговидной степи с богатым видовым составом. Имеются остатки аланского укрепления раннего средневековья.
На западном склоне берёт начало ключ источника минеральной воды, питающий речушку-ручеек Грязнушку (впадающую в Подкумок).
Является краевым комплексным (ландшафтным) памятником природы (Постановление бюро Ставропольского краевого комитета КПСС и исполкома краевого Совета депутатов трудящихся от 15.09.1961 г. № 676 «О мерах по охране природы в крае»).
Рядом, в прилегающей местности на левом берегу Подкумка располагался оздоровительный лагерь «Дубрава».